# 布列什尼亞 (謝苗諾夫卡區)
52°7′35″N 32°20′36″E / 52.12639°N 32.34333°E
布列什尼亞（烏克蘭語：Блешня），是烏克蘭北部的村莊，隸屬切爾尼希夫州的諾夫霍羅德-錫韋爾斯基區。該村面積0.19平方公里，海拔高度134米，2001年人口51，人口密度每平方公里268.42人。